# Electrophaes albida
Electrophaes albida är en fjärilsart som beskrevs av Herz 1903. Electrophaes albida ingår i släktet Electrophaes och familjen mätare. Inga underarter finns listade i Catalogue of Life.